# 科莫圣乔治圣殿

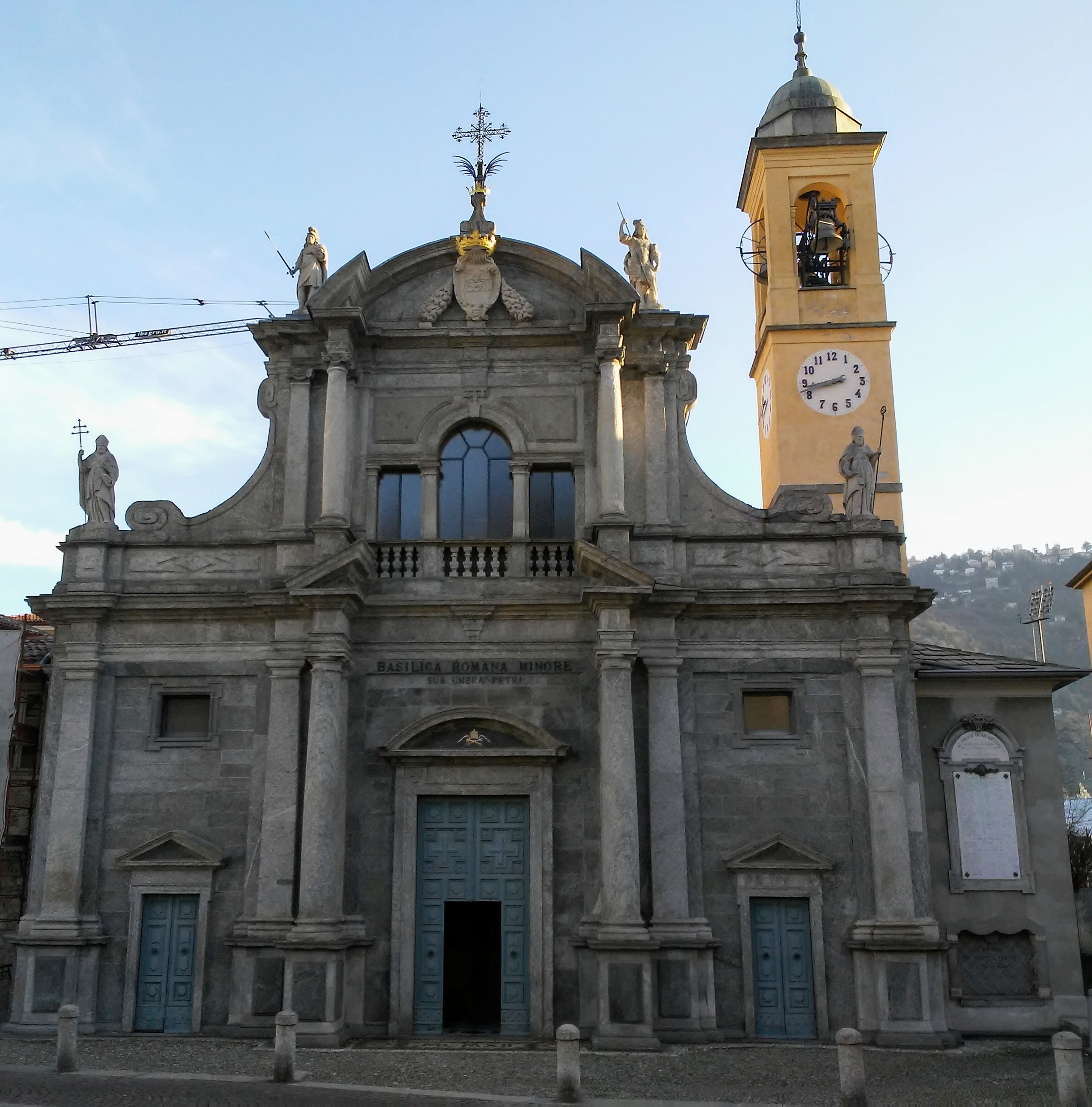

圣乔治圣殿（Basilica di San Giorgio in Borgo Vico）是一座罗马天主教宗座圣殿，位于伦巴第大区城市科莫，靠近科莫湖。该建筑建筑位于古代的郊区，今天称为博尔戈维科（Borgovico），可通往切尔诺比奥. 该堂建于1050-1075年，建筑风格为巴洛克式，旧堂部分为罗马式建筑。
1941年2月11日，该堂由庇护十二世升格为宗座圣殿。。